# Плюс-Ультра (бригада)

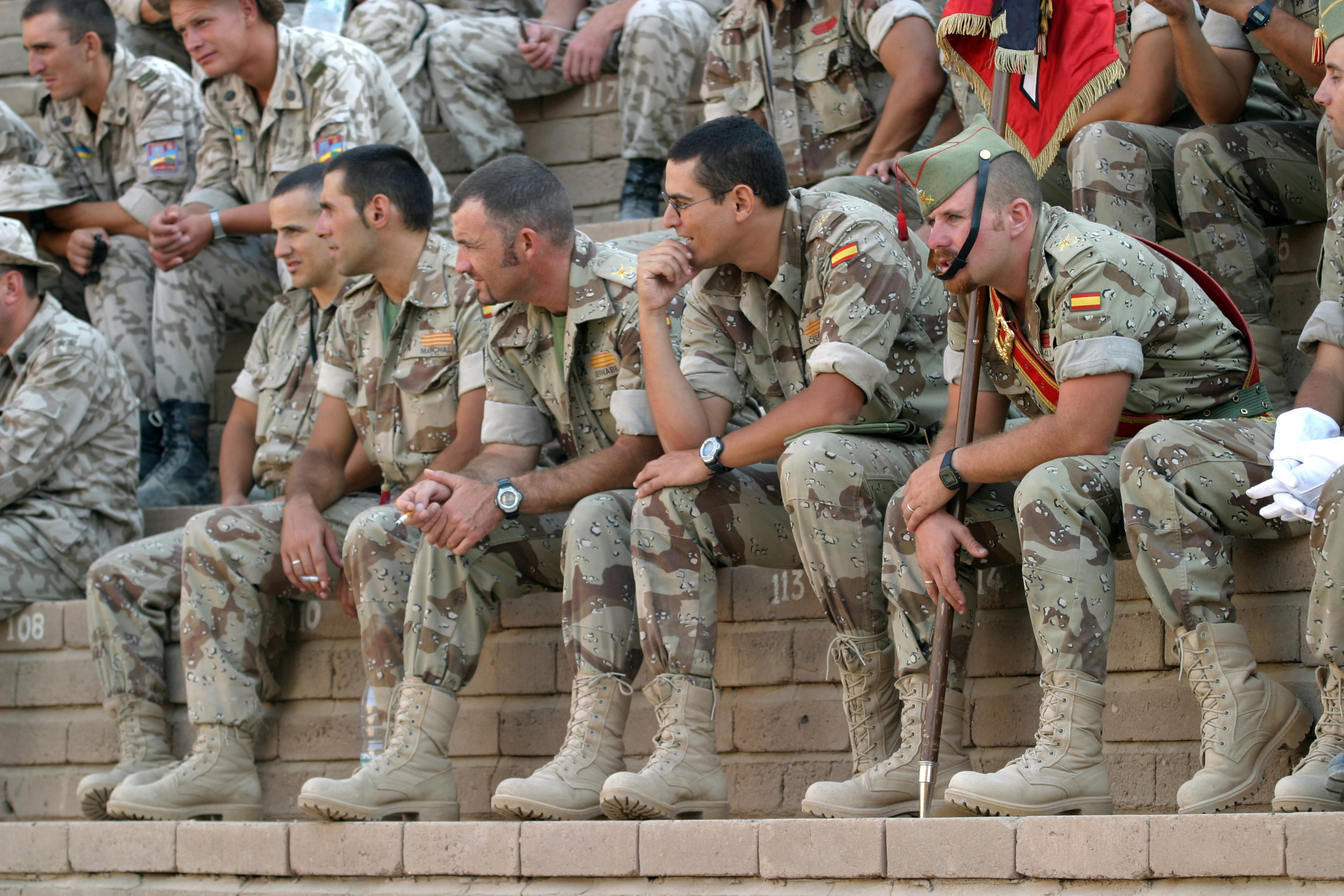
Испанские легионеры на церемонии передачи контроля над территориями южнее Багдада многонациональным силам. Сентябрь 2003 года

Плюс-Ультра (Plus Ultra) — название воинского контингента пяти испаноязычных стран, дислоцировавшегося в Ираке во время Иракской войны в 2003—2004 годах.

## История
Бригада входила в состав многонациональной дивизии «Центр—Запад» (под командованием Польши) и насчитывала около 2500 военнослужащих из Испании, Доминиканской Республики, Сальвадора, Гондураса и Никарагуа (испанцы составляли около половины личного состава). Название «Плюс-Ультра» является национальным девизом Испании. Бригада была развёрнута южнее Багдада в июле 2003 года, при этом испанцы базировались в аль-Кадисии, а латиноамериканцы — в Эн-Наджафе. За время службы «Плюс-Ультра» на подконтрольных ей территориях ещё не сформировалось партизанское движение, поэтому вооружённые инциденты были редкостью.
9 февраля 2004 года решение о прекращении участия в операции и выводе войск из Ирака было принято в Никарагуа.
4 апреля 2004 года, в первый день шиитского восстания, когда сальвадорский патруль в Эн-Наджафе был окружён боевиками «Армии Махди» и потерял 1 солдата убитым.
После террористических актов в Мадриде 11 марта 2004 года, в апреле 2004 года правительство Испании объявило о выводе в ближайшее время своего воинского контингента из Ирака. Вслед за Испанией о выводе своих солдат объявили Доминиканская Республика и Гондурас.
Таким образом, бригада «Плюс-Ультра» фактически прекратила существование. В Ираке остался лишь сальвадорский контингент (покинувший страну в январе 2009 года).